# Hargelsberg
Hargelsberg – gmina w Austrii, w kraju związkowym Górna Austria, w powiecie Linz-Land. Według Austriackiego Urzędu Statystycznego liczyła 1327 mieszkańców (1 stycznia 2015).